# شهرستان کارور (مینه‌سوتا)
شهرستان کارور، مینه‌سوتا (به انگلیسی: Carver County, Minnesota) شهرستانی در ایالات متحده آمریکا است که در مینه‌سوتا واقع شده‌است.